# Al Azariyeh
Al Azariyeh, Al-Eizariya o al-Azariya (en árabe: العيزرية‎: , literalmente Sitio de Lázaro), en ocasiones conocida por su nombre bíblico de Betania, es una ciudad palestina ubicada en la Gobernación de Jerusalén, en la Cisjordania ocupada. Según la Oficina Central de Estadísticas de Palestina, es la segunda ciudad más grande de su gobernación (sin incluir Jerusalén Este), con una población aproximada de 22.928 habitantes a mediados de 2021.
Emplazada en la ladera suroriental del Monte de los Olivos, a unos 3 kilómetros de Jerusalén, la tradición identifica a la ciudad con el poblado bíblico de Betania. De hecho, el nombre al-Azariyeh hace referencia a la figura de Lázaro de Betania, que según el Evangelio de Juan (Nuevo Testamento) fue resucitado por Jesús. El lugar donde supuestamente tuvo lugar el milagro, conocido como la Tumba de Lázaro, es un tradicional destino de peregrinaje.

## Historia

### Antigüedad
Se cree que el lugar donde se ubica al-Azariyeh estuvo habitado continuamente desde el siglo VI a. C. hasta el siglo XIV d. C., si bien es posible que el pueblo original se encontrase más arriba en la colina. En 1923-1924, el arqueólogo estadounidense William F. Albright relacionó el pueblo con Anania, si bien Edward Robinson y otros afirmaron que Anania es la actual Beit Hanina).

Según la Enciclopedia Católica de 1913, una serie de intelectuales han cuestionado la posibilidad de que al-Azariyeh sea realmente la antigua aldea de Betania:
"Algunos creen que el actual pueblo de Betania no ocupa el lugar que ocupaba el pueblo antiguo, sino que creció alrededor de la cueva tradicional (de la resurrección de Lázaro), que suponen que se encontraba a cierta distancia de la casa de Marta y María en la aldea; Zanecchia (La Palestine d'aujourd'hui, 1899, I, 445) ubica el antiguo pueblo de Betania algo más arriba en la ladera sureste del Monte de los Olivos, no demasiado lejos de la situación comúnmente aceptada para Betfagé y cerca de la de la Ascensión. Es bastante probable que la aldea actual se formase en torno a la tumba tradicional de Lázaro, que es una cueva situada en la propia aldea... La ubicación del pueblo antiguo puede que no coincida exactamente con la del actual, pero tenemos todos los motivos para creer que se encontraba más o menos en ese lugar."
Desde los primeros tiempos del cristianismo han existido iglesias en al Azariyeh. Un peregrino anónimo de Burdeos afirmó haber visto "la cripta donde Lázaro fue llevado a descansar".

### Las Cruzadas
Los Cruzados llamaron a al-Azariyeh por su nombre bíblico de Betania. En 1138, el rey Fulco y la reina Melisenda de Jerusalén adquirieron el pueblo al Patriarca Latino de Jerusalén a cambio de unas tierras cerca de Hebrón. La reina fundó un gran convento benedictino dedicado a las santas Marta y María cerca de la Tumba de Lázaro. La hermana de Melisenda, Ioveta, fue una de sus primeras abadesas y pasó a conocerse desde entonces como "Ioveta de Betania". Melisenda murió allí en 1163, mientras que su hijastra Sibila de Anjou también falleció allí en 1165. Una nieta de Melisenda llamada también Sibila,que habría de convertirse en reina de Jerusalén, fue criada en la abadía. Tras la caída de Jerusalén en 1187, las monjas del convento marcharon al exilio. Parece ser que el pueblo permaneció abandonado desde entonces, aunque un viajero en 1347 dejó constancia de unos monjes griegos ortodoxos que asistían a la capilla de la tumba.
Yaqut al-Hamawi lo describió a principios del siglo XIII como "un poblado cercano a Jerusalén. Aquí está la tumba de Al Azar (Lázaro), a quien Issa (Jesús) trajo a la vida después de muerto."

### Época mameluca
En la década de 1480, durante el dominio mameluco de Palestina, Felix Fabri visitó y describió diferentes partes de la aldea, incluida una "casa y almacén" de María Magdalena, la casa de Marta, la iglesia del sepulcro de Lázaro y la casa de Simón el leproso. Describió la aldea como "bien poblada" y a sus habitantes como sarracenos.

### Época otomana

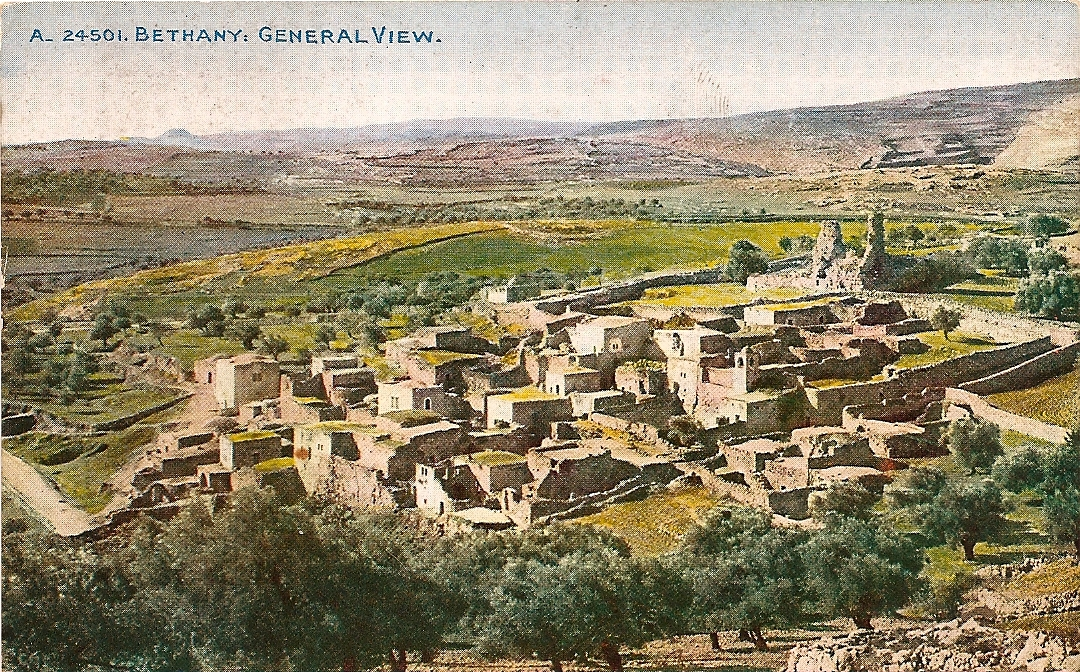
Postal con la leyenda "Betania", aprox. 1900

En 1517, tanto al-Azariyeh como el resto de Palestina pasaron a formar parte del Imperio Otomano, y en 1596 aparecía en los registros de impuestos como 'Ayzariyya, ubicada en la nahiya de Jabal Quds, en el liwa de Al-Quds. La población era de 67 hogares, todos ellos musulmanes, que pagaban un total de 14.000 akçe anuales en impuestos por el trigo, la cebada, los viñedos y los árboles frutales, ingresos ocasionales, cabras y colmenas.
Los otomanos construyeron la Mezquita al-Uzair y la nombraron en honor a Lázaro, que es venerado tanto por cristianos como por musulmanes. Durante los siguientes 100 años los cristianos tuvieron permitido acudir a rezar a ella, pero la práctica no agradaba a las autoridades de las iglesias cristianas, que preferían que los partidarios de cada credo permaneciesen separados.
En 1838, Edward Robinson visitó y describió la aldea como pueblo pobre de unas 20 familias. También dijo de ella que era una aldea musulmana ubicada en la región de el-Wadiyeh, al este de Jerusalén.
En 1870, el explorador francés Victor Guérin visitó el pueblo. Socin apuntó que un listado oficial de localidades otomanas de ese mismo año mostraba que al-Azariyeh tenía una población de 113 habitantes con un total de 36 casas, aunque esta cifra incluía solamente a los hombres. Hartmann anotó que al-Azariya tenía 35 casas.
El Estudio de Palestina Occidental del Fondo para la Exploración de Palestina la describió (denominándola El Aziriyeh) como un pueblo en la ladera de una colina, con un barranco que recorre su extremo oriental. Las casas estaban construidas con piedra. En el pueblo sobresalían los restos de un edificio cruzado. Una mezquita con una cúpula blanca había sido construida sobre lo que, según la tradición, era la tumba de Lázaro. Una segunda mezquita más pequeña se hallaba al sur de la aldea y estaba dedicada al jeque Ahmed.
Alrededor de 1890, Khalil Aburish, cuyos antepasados habían sido nombrados oficialmente "guardianes del sagrado lugar de descanso de Lázaro", comenzaron a promover la imagen de al-Azariyeh como destino turístico o de peregrinaje.
En 1896 se estimaba que la población de El-'azarije era de aproximadamente 315 personas.
A comienzos del siglo XX, unos visitantes contaron 40 casas familiares en el pueblo. En 1917 había aproximadamente 400 habitantes.

### Mandato británico de Palestina
En el censo de 1922, llevado a cabo por las autoridades del Mandato británico de Palestina,  el pueblo tenía una población de 506 musulmanes y 9 cristianos, de los que 2 eran ortodoxos y 7 católicos.  En el censo de 1931, la población había aumentado hasta los 726 habitantes, 715 de ellos musulmanes y 11 cristianos, que vivían en 152 casas. El recuento total de población incluía a los monjes de un convento griego.
Según un estudio oficial de tierra y población, la población había vuelto a crecer en 1945 hasta los 1.060 habitantes, lo que incluía a 1.040 musulmanes y 20 cristianos, mientras que la superficie municipal era de 11.179 dunams (11,17 kilómetros cuadrados). De estos, 43 dunams estaban calificados como plantaciones y tierra de regadío, 3.359 estaban dedicados al cultivo de cereales y 102 dunams estaban clasificados como área urbanizada.

### Ocupación jordana
Al finalizar la guerra árabe-israelí de 1948, al-Azariyeh y el resto de Cisjordania pasaron a estar bajo un régimen de ocupación jordana.

### Ocupación israelí
Tras la victoria israelí en la Guerra de los Seis Días de 1967, Israel ocupó militarmente Cisjordania (incluida al-Azariyeh), Jerusalén Este, los Altos del Golán, la Franja de Gaza y la Península del Sinaí. Aunque esta última fue devuelta a Egipto como consecuencia de los Acuerdos de Paz de Camp David de 1978, el resto de territorios siguen estando considerados a día de hoy como "territorios ocupados" por la comunidad internacional. Poco después de la conclusión de dicha guerra, las tierras al este del pueblo fueron declaradas "zona militar cerrada", separando a los jornaleros palestinos de sus campos de lentejas y trigo ubicados en las colinas donde posteriormente se construiría el asentamiento israelí de Maaleh Adumim, ilegal según el derecho internacional.
A día de hoy, la ciudad se encuentra seriamente superpoblada debido al rápido crecimiento de la población y a la ausencia de un plan de expansión. Gran parte de la tierras que producían higos, almendras, olivas y algarrobas han sido confiscadas o aisladas del pueblo por las autoridades israelíes, o han sido absorbidas por el área urbanizada de Al-Azariyeh.
Muchos de sus habitantes originales viven ahora en Jordania, los Estados Unidos y en los estados árabes del Golfo Pérsico. Durante un breve periodo de tiempo, la posibilidad de que existiera un Estado de Palestina con capital en Jerusalén Este (más concretamente, en Abu Dis) llevó al establecimiento de varias sucursales bancarias. En el año 2000, en torno a la cuarta parte de su población, unas 16.000 personas, tenían carnés de identidad israelíes.
Tras la Cumbre de Taba de 2001, al-Azariyeh, que sobresale al sur de la autovía entre Jerusalén y el asentamiento de Ma'ale Adumim, fue incluida en la denominada Zona B, que según los Acuerdos de Oslo está bajo control administrativo palestino y control militar israelí.
En 2004, Israel construyó su muro de separación a través de la calle principal de al-Azariyeh, destruyendo el hasta entonces bullicioso comercio de las tiendas ubicadas allí, que eran frecuentadas por clientes tanto árabes y como judíos.
El 26 de agosto de 2015, fuerzas israelíes demolieron 2 casas y 7 tiendas en Al Azariyeh bajo el pretexto de que estaban construidas sin permiso. Se da la circunstancia de que se hallaban en terrenos que Israel había expropiado para la construcción de su muro de separación. A sus propietarios no les dieron aviso previo ni posibilidad de sacar sus pertenencias antes de las demoliciones. Apenas dos meses después, Mutaz Atallah Qassem, un joven de 22 años de la localidad de Al Azariyeh, murió abatido por una soldado israelí el 21 de octubre de 2015 cerca del asentamiento israelí de Adam, en la Cisjordania ocupada, poco después de apuñalar y dejar en estado crítico a otra soldado en el contexto de la denominada Intifada de los cuchillos. Otro joven de 23 años, Bahaa 'Imad Samir al-Hirbawi, murió abatido por soldados israelíes el 20 de junio de 2017 en un puesto de control cercano; los soldados adujeron que había corrido hacia ellos con un cuchillo en la mano. El 22 de julio de 2017, un joven de 23 años de la vecina localidad de Abu Dis llamado Yousif Kashur murió en al Azariyeh abatido por fuerzas israelíes en el contexto de los disturbios generados por la instalación de detectores de metal en la Mezquita de Al Aqsa.
En julio de 2018, la agencia de noticias palestina Ma'an informaba de que el ejército israelí estaba instalando caravanas en al-Azariyeh para asentar en ellas a los palestinos expulsados de sus hogares en la localidad de Khan al-Ahmar, que será demolida por completo para dejar espacio para la expansión del asentamiento de Kfar Adummim, en lo que Amnistía Internacional califica de "crimen de guerra".
El 1 de octubre de 2022, un chico palestino de 17 años llamado Fayez Khaled Mahmoud Damdum murió de un disparo en la nuca efectuado por policías de fronteras israelíes. Damdum había estado siguiendo con su motocicleta a un vehículo de la policía israelí y, cuando este se detuvo, dio la vuelta y trató de alejarse, momento en el que los policías israelíes le mataron.

## Arqueología
Una serie de excavaciones arqueológicas dirigidas por el Padre Sylvester J. Saller entre 1949 y 1953 para la Custodia de Tierra Santasacaron a la luz detalles de los centros de oración cristianos erigidos cerca de la tumba. Se descubrieron cuatro iglesias superpuestas una sobre la otra al este de la tumba de Lázaro, la más temprana datada en el siglo IV o V. También se desenterraron tumbas excavadas en la roca, restos de casas, prensas de vino, cisternas y silos. Los restos de cerámica hallados se han datado en los periodos persa y helenístico. También se están llevando a cabo excavaciones en un yacimiento justo detrás de la Casa de Marta y María.

## Lugares de interés
La Tumba de Lázaro en al-Azariyeh es un lugar tradicional de peregrinaje. La tumba es el sitio donde, según las tradiciones cristiana y musulmana, Jesús resucitó a Lázaro de Betania de acuerdo con el Evangelio de Juan. La asociación del milagro con este lugar, sagrado tanto para el islam como para el Cristianismo, data cuanto menos del siglo III. La Enciclopedia Católica de 1913 afirma que "es prácticamente seguro que el pueblo actual se formó alrededor de la tumba tradicional de Lázaro, que se encuentra en una cueva dentro del pueblo. La identificación de esta cueva como la tumba de Lázaro es meramente una posibilidad; carece de una fuerte autoridad intrínseca o extrínseca."

A lo largo de los siglos ha habido diversas iglesias cristianas en al-Azariyeh. La primera mención de una iglesia es a finales del siglo IV, aunque tanto Eusebio de Cesarea como el peregrino de Burdeos mencionan la tumba. En el año 390, San Jerónimo escribe sobre una iglesia dedicada a San Lázaro llamada el Lazarium. La peregrina Egeria hizo una mención similar en el año 410. Los jardines actuales contienen los restos de un mosaico de la iglesia del siglo IV.
El convento benedictino construido por los cruzados en 1143 fue abandonado tras la caída de Jerusalén en 1187, quedando en ruinas con la única excepción de la tumba y la bóveda de cañón. Hacia 1384 ya existía una mezquita sencilla en el pueblo. En el siglo XVI, los otomanos construyeron una mezquita más grande, llamada al-Uzair en honor al santo patrón de la ciudad, Lázaro de Betania, que ha permanecido sobre la tumba desde entonces. La iglesia católica adyacente de San Lázaro, construida entre 1952 y 1955 bajo los auspicios de la Orden Franciscana, se construyó sobre los restos de otras mucho más antiguas. En 1965 se construyó una iglesia ortodoxa al oeste de la tumba.
Hoy en día se puede acceder a la entrada de la tumba desde la calle, subiendo unos escalones desiguales excavados en la roca. Una descripción realizada en 1896 hablaba de veinticuatro escalones desde la entonces moderna calle, que llevaban a una cámara cuadrada que hacía las veces de lugar de oración, desde la que una nueva escalera descendía hasta una cámara inferior considerada la tumba de Lázaro. Esa misma descripción es aplicable en la actualidad.
La casa de Simon el leproso, donde Jesús cenó una semana antes de su resurrección, es conocida por los lugareños como la Torre de Lázaro y se mantiene gracias a los fondos de la Iglesia Ortodoxa.

## Residentes famosos
- Said K. Aburish - periodista y escritor